# Astragalus angustifolius
Astragalus angustifolius är en ärtväxtart som beskrevs av Jean-Baptiste de Lamarck. Astragalus angustifolius ingår i släktet vedlar, och familjen ärtväxter.

## Underarter
Arten delas in i följande underarter:
- A. a. angustifolius
- A. a. pungens

## Bildgalleri

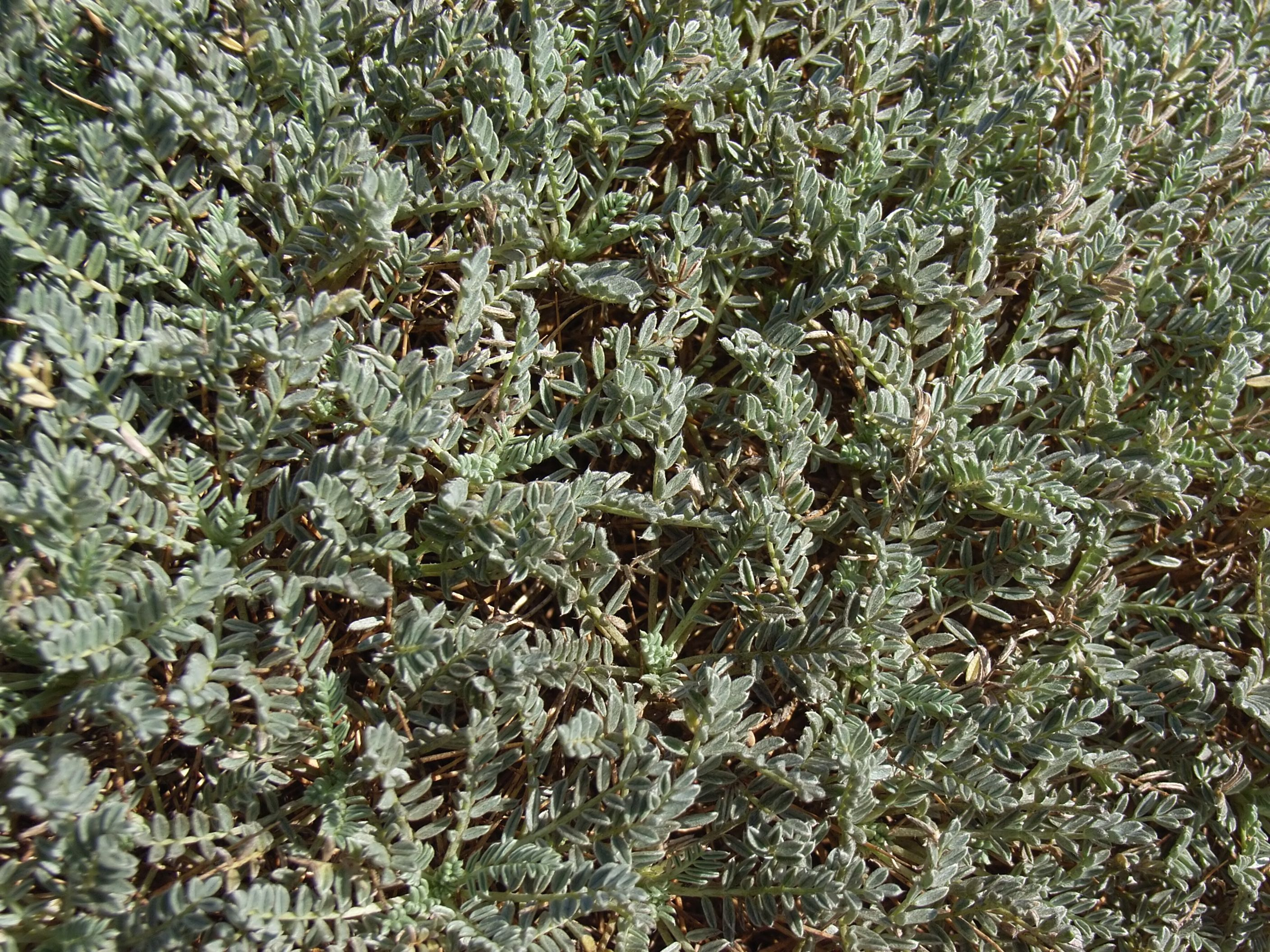
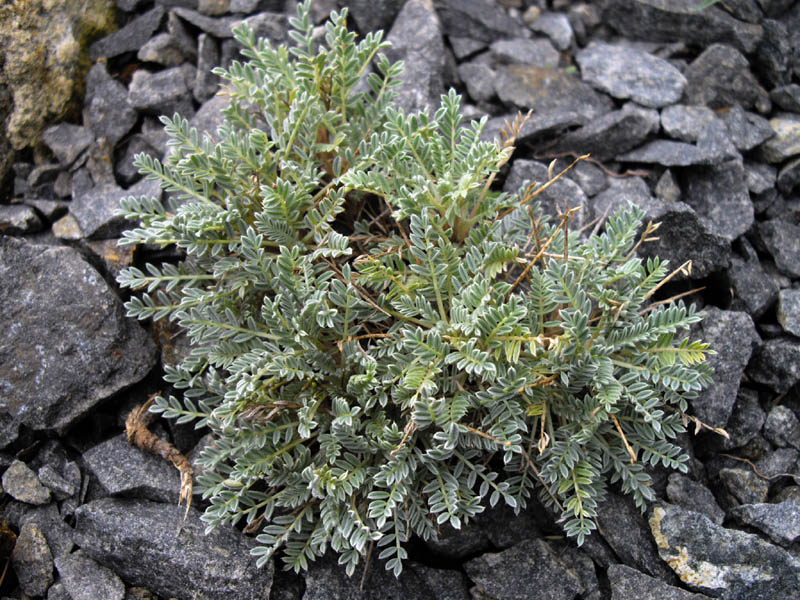
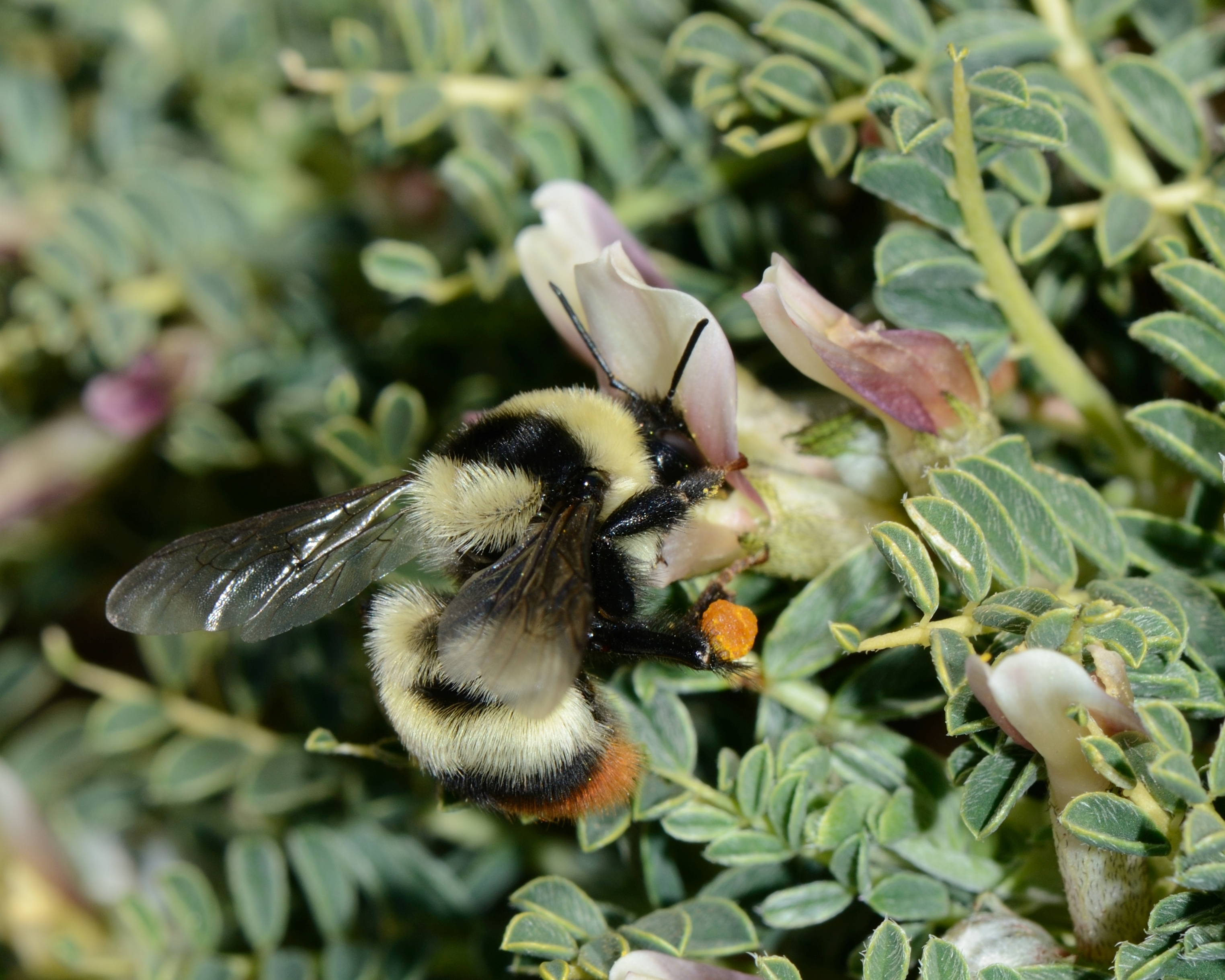